# Ute Streiter
Ute Streiter (* 29. Juli 1973 in Innsbruck) ist eine österreichische Triathletin.

## Werdegang
Ute Streiter studierte Sport an der Universität Innsbruck. Sie ist verheiratet, wird von ihrem Mann Christoph Streiter trainiert und hat seit 2003 einen Sohn.
2004 startet Ute Streiter erstmals beim Ironman Austria im Triathlon auf der Langdistanz (3,86 km Schwimmen, 180,2 km Radfahren, 42,195 km Laufen) und konnte sich bereits im Folgejahr für einen Startplatz bei der WM auf Hawaii qualifizieren.
2008 wurde sie Dritte bei der Staatsmeisterschaft auf der Langdistanz.
Im Juli 2009 belegte sie beim Ironman Germany den siebten Rang im European Championship.
2013 wurde sie Dritte bei der Duathlon-Staatsmeisterschaft. Im August 2013 bestritt sie ihren letzten Wettkampf.

## Sportliche Erfolge
| Datum/Jahr    | Rang | Wettbewerb                                       | Austragungsort | Zeit       | Bemerkung |
| ------------- | ---- | ------------------------------------------------ | -------------- | ---------- | --- |
| 16. Juli 2011 | 4    | ÖTRV Staatsmeisterschaft Triathlon Mitteldistanz | Obertrum       | 05:01:50   | Staatsmeisterschaft über die doppelte olympische Distanz beim Trumer Triathlon (1,9 km Schwimmen, 90 km Radfahren und 21,1 km Laufen)           |
| 12. Juni 2011 | 5    | Ironman 70.3 Italy                               | Pescara        | 05:11:17   | bei der Erstaustragung |
| 16. Mai 2010  | 8    | Challenge Barcelona-Maresme                      | Barcelona      | 04:42:38   | bei der Erstaustragung der Half Challenge Barcelona (über 1,9 km Schwimmen, 90 km Radfahren und 21,1 km Laufen) hinter der Siegerin Tiina Boman |
| 16. Aug. 2009 | 8    | Ironman 70.3 Germany                             | Wiesbaden      | 05:23:36,3 | [ 3 ] |
| 9. Mai 2009   | 2    | ÖTRV Staatsmeisterschaft Triathlon Mitteldistanz | Graz           | 04:25:08   | Österreichische Vizestaatsmeisterin auf der Triathlon-Mitteldistanz beim Austrian 1/2 Iron Triathlon                                            |
| 2008          | 1    | Kirchbichl Triathlon                             | Kirchbichl     |            | Sieg beim Kirchbichl Triathlon (gleichzeitig Tiroler Triathlon-Landesmeisterschaften)                                                           |
| 2008          | 8    | Ironman 70.3 Germany                             | Wiesbaden      |            | |
| 24. Mai 2008  | 10   | Ironman 70.3 Austria                             | St. Pölten     | 04:51:06   | |

| Datum/Jahr    | Rang | Wettbewerb        | Austragungsort    | Zeit     | Bemerkung                                                                                                  |
| ------------- | ---- | ----------------- | ----------------- | -------- | --- |
| 21. Mai 2011  | –    | Ironman Lanzarote | Puerto del Carmen | DNF      | |
| 5. Juli 2009  | 7    | Ironman Germany   | Frankfurt         | 09:47:00 | mit persönlicher Ironman-Bestzeit beim European Championship                                               |
| 2009          | 6    | Ironman Malaysia  | Langkawi          |          | |
| 2008          | 3    | Austria-Triathlon | Podersdorf        | 10:24:36 | Österreichische Staatsmeisterschaft auf der Langdistanz hinter Margit Messinger-Walek und Constance Mochar |
| 23. Feb. 2008 | 5    | Ironman Malaysia  | Langkawi          | 10:50:30 | [ 6 ] |
| 2007          | 15   | Challenge Roth    | Roth              |          | hinter der Siegerin Yvonne van Vlerken                                                                     |
| 2007          | 10   | Ironman Malaysia  | Langkawi          |          | |
| 2006          | 8    | Ironman UK        | Sherborne         | 11:30:55 | |
| 2005          |      | Ironman Hawaii    | Hawaii            | 11:44:51 | |
| 2005          | 3    | Ironman Austria   | Klagenfurt        | 10:28:48 | in der Klasse W30-34                                                                                       |
| 2004          |      | Ironman Austria   | Klagenfurt        | 11:26:46 | |

| Datum/Jahr    | Rang | Wettbewerb                        | Austragungsort | Zeit     | Bemerkung                    |
| ------------- | ---- | --------------------------------- | -------------- | -------- | ---------------------------- |
| 20. Apr. 2013 | 3    | ÖTRV Staatsmeisterschaft Duathlon | Osterreich     | 02:15:51 | Duathlon-Staatsmeisterschaft |

(DNF – Did Not Finish)